# Crypsirina cucullata

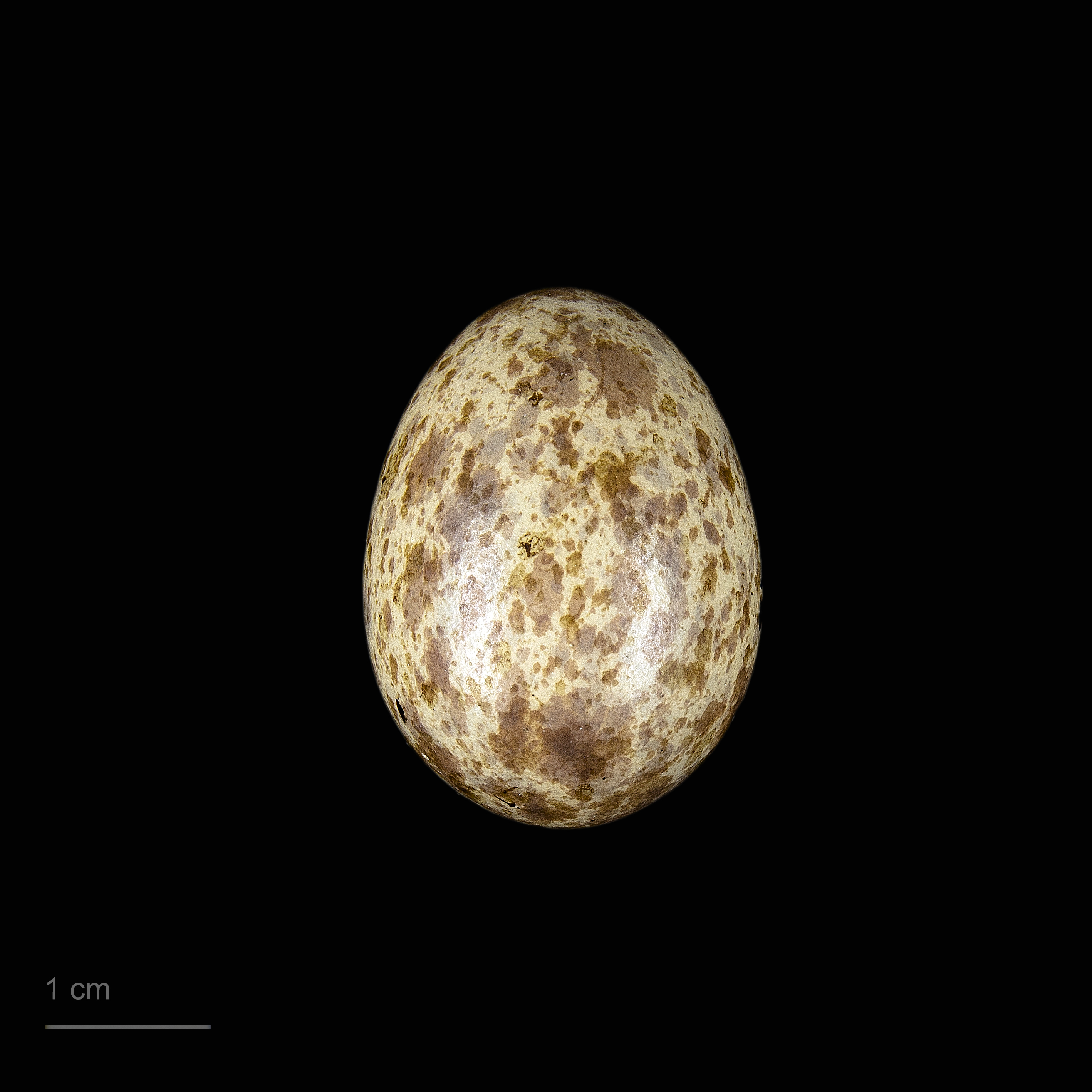
Crypsirina cucullata

Crypsirina cucullata là một loài chim trong họ Corvidae.